# 南川泽兰
南川泽兰（学名：Eupatorium nanchuanense）是菊科泽兰属的植物，是中国的特有植物。分布于中国大陆的四川等地，生长于海拔1,200米至1,656米的地区，见于山坡，目前尚未由人工引种栽培。